# Pow wow

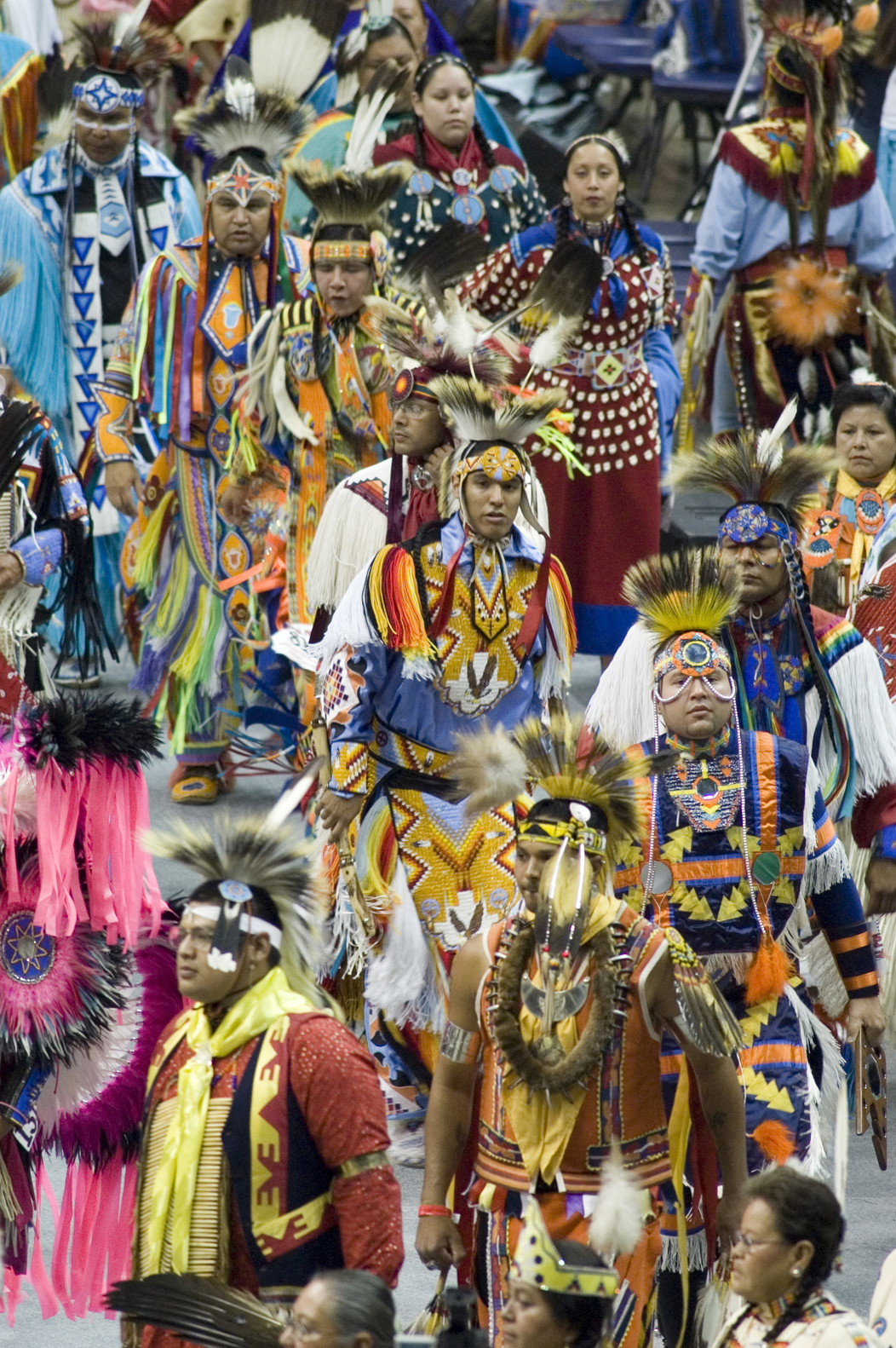
Pow wow

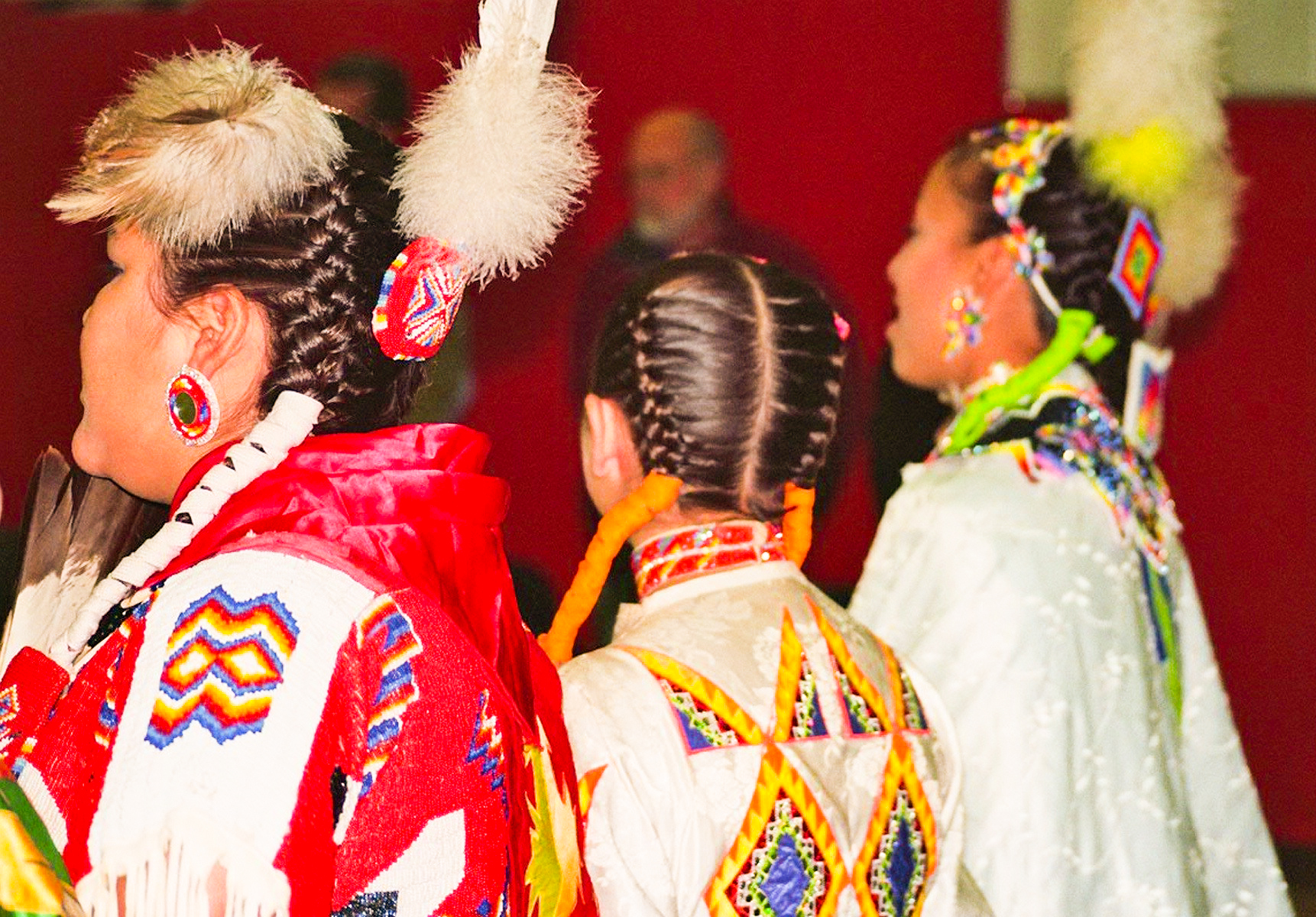
Pow Wow na Ho Chunk Nation ve Wisconsin, USA

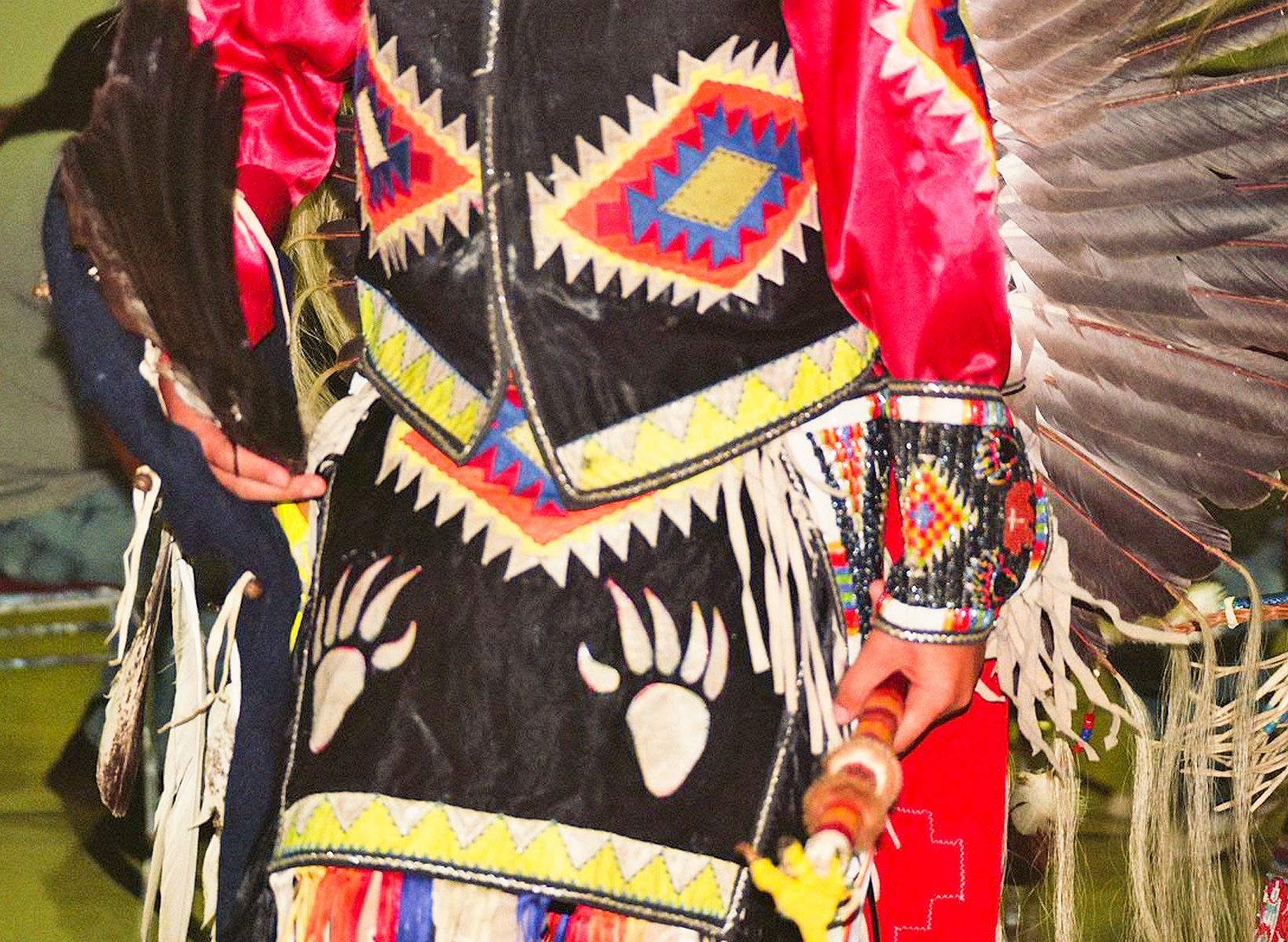
Originalní oblečení na Pow Wow ve Wisconsin, USA

Indiánská slavnost pow wow je hudební, taneční a společenská sešlost, na kterou se sjíždějí příslušníci různých indiánských kmenů z celé Ameriky a Kanady. Název pow wow znamená v algonkinštině "znovuobnovení" a slovo pochází z narragansettského slova "powwaw", což znamená "duchovní vůdce". Slavnost se koná za účelem tance, zpěvu, obnovení vztahů a uctívání kultur. Většinou se koná po dobu dvou dnů, ale jsou speciální pow wow, která se mohou protáhnout až na dobu jednoho týdne. Slavnost může být soukromá i veřejná a může se konat na otevřeném prostoru nebo i v uzavřeném. Celá slavnost probíhá na vymezeném předem určeném místě a pokrývá leckdy i několik akrů. Plánují se většinou mnoho měsíců i rok před začátkem. Slavnost je zahájena úvodním průvodem vlajek, tancem a modlitbou.

## Taneční soutěž
Hlavními náplněmi slavnosti jsou taneční soutěže, při kterých se nehodnotí pouze taneční výkon, ale také kroj a taneční nasazení. Tanečníci soutěží v pestrobarevných krojích, podle kterých bylo dříve možné rozeznat kmeny tanečníků. Dnes typické prvky splývají a jsou spíše vizitkou tanečníkovy fantazie. Tance mohou být náboženské či zábavné. Taneční soutěže se rozdělují do různých kategorií podle pohlaví, věku a druhu tance. Soutěží se o značnou sumu peněz.
Nejoblíbenější a nejběžnější tanec je intertribal, kterého se může zúčastnit, kdo chce. Podobné tance jsou např.: round dance, crow hop, double beat, sneak up a nebo tradiční tanece pro ženy jingle dance a sidestep. Tradiční tance pro muže jsou např.: grass dance, straight dance nebo fancy dance.

## Prostor
Koná-li se pow wow v uzavřeném prostoru, stává se centrem dění tzv. taneční aréna, kolem které jsou poté do kruhového útvaru rozmístěna místa na sezení pro tanečníky, sezení pro rodiny soutěžících, hudebníky, komentátory a porotu. V dalších kruzích jsou místa pro diváky a vnější kruhy nabízejí stánky s občerstvením, obchody atd. Pow wow která se koná venku v otevřeném prostoru, je podobná, jen je celé taneční centrum pod stanem, kolem kterého jsou pak rozmístěné menší stánky s občerstvením nebo obchody. K dispozici je také kempování.

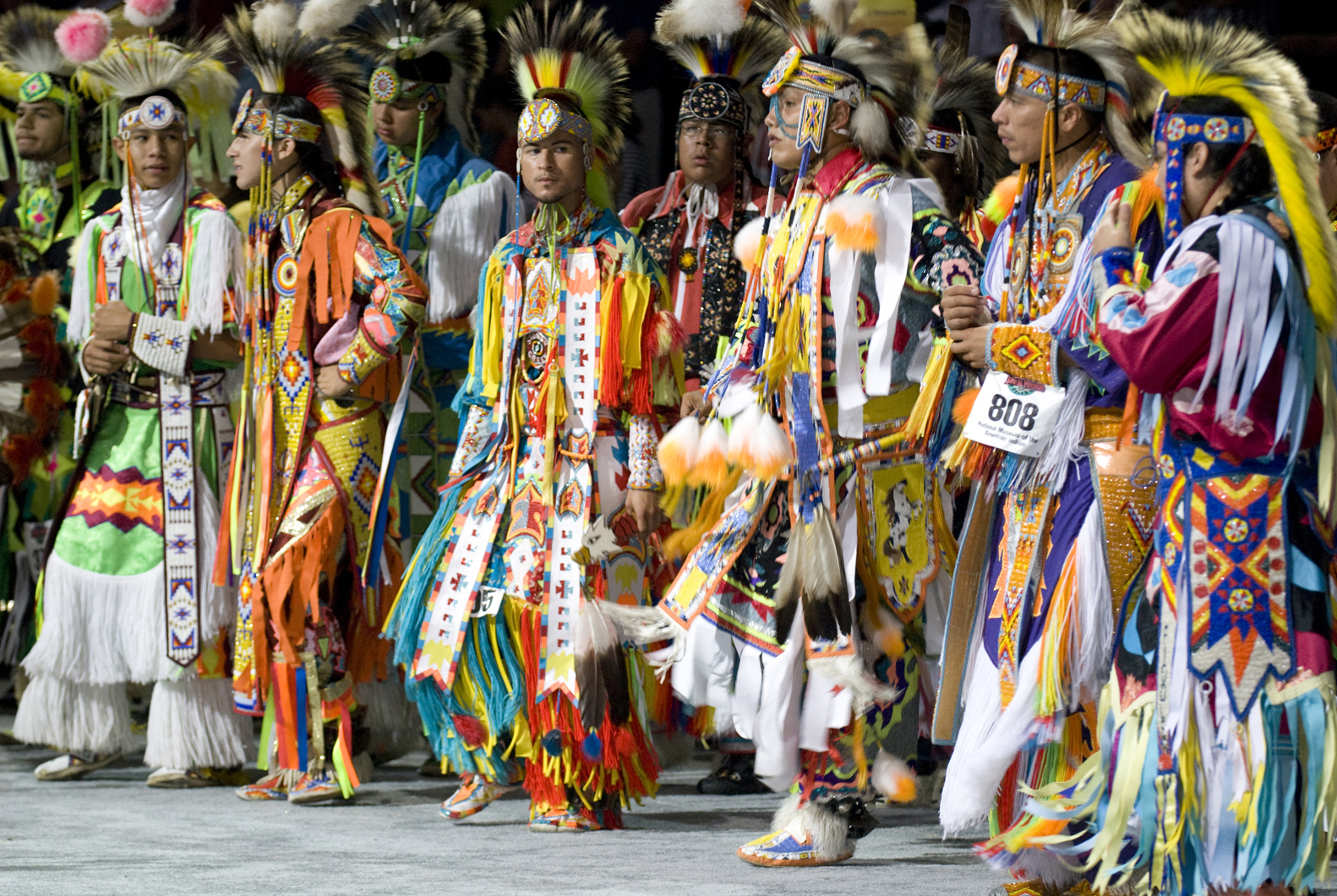
Tanečníci grass dance

## Hudba
Pro tance je samozřejmě důležitá i hudba. Většinou se hraje na bubny a zpívají se tradiční indiánské písně. Počet hudebníků je různý. Kolem jednoho bubnu může sedět až šest bubeníků a každý má pouze jednu paličku. Vzácné bubny jsou také jedny z důvodů, proč se staví stan při pow wow, která se koná venku. Bubny jsou totiž náchylné na teplo a nesmějí zmoknout.

## Etiketa
Pow wow má také velmi složitý systém společenské etikety, která je přísně dodržována jak soutěžícími, tak i návštěvníky. Jedním z nejdůležitějších pravidel je přísný zákaz pití jakéhokoliv alkoholického nápoje během slavnostních dnů. Návštěvníci smějí fotografovat nebo filmovat pouze v povolených částech se svolením fotografovaného jedince. Pokud někdo pravidla etikety nezná, je lepší nic neříkat a příležitostně se zeptat organizátorů či jiných návštěvníků.